# Closterocerus ruforum
Closterocerus ruforum är en stekelart som först beskrevs av Krausse 1917.  Closterocerus ruforum ingår i släktet Closterocerus och familjen finglanssteklar. Arten är reproducerande i Sverige. Inga underarter finns listade i Catalogue of Life.

## Bildgalleri

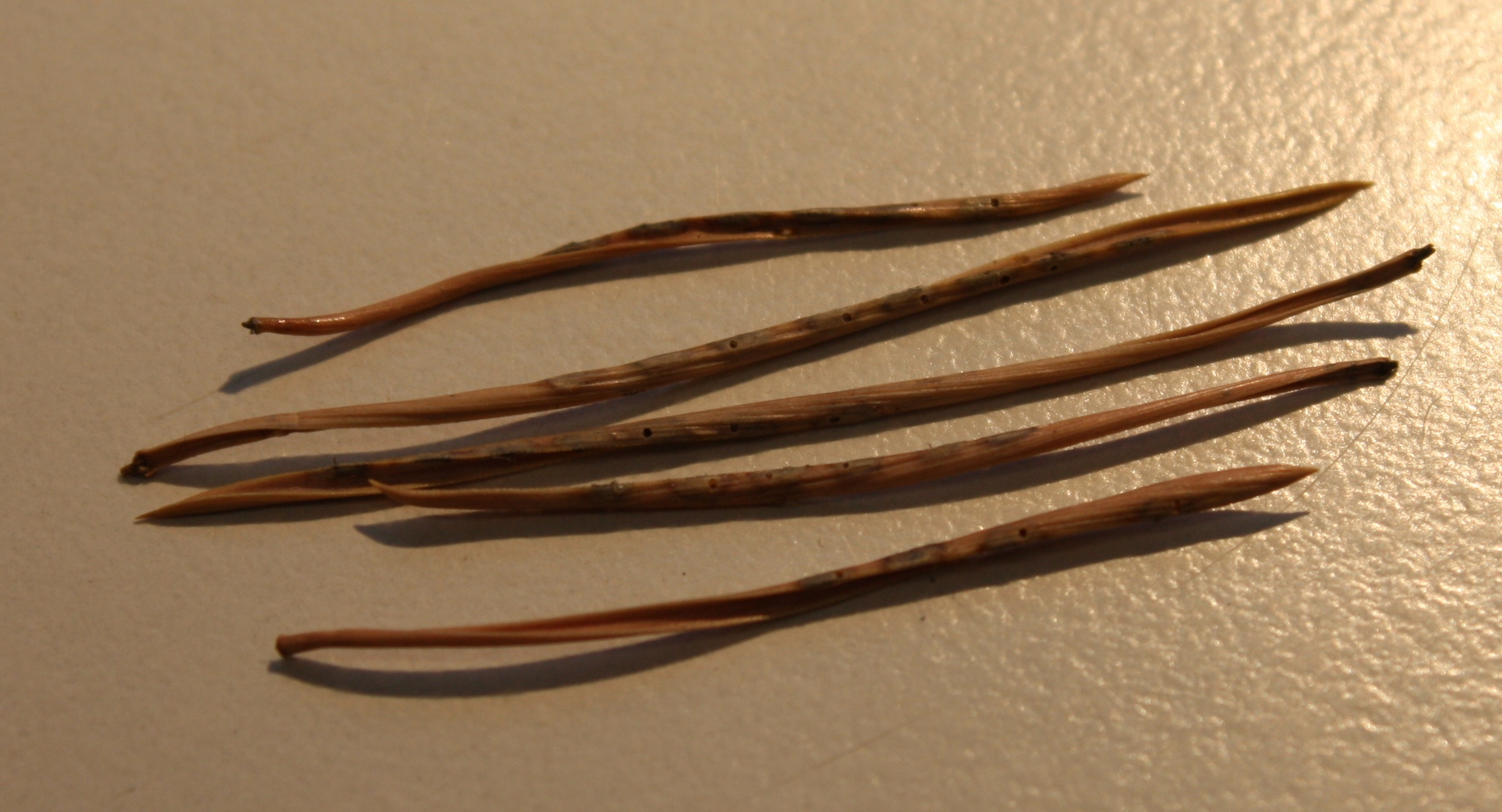